# Лихтеталь-ам-Реннштайг

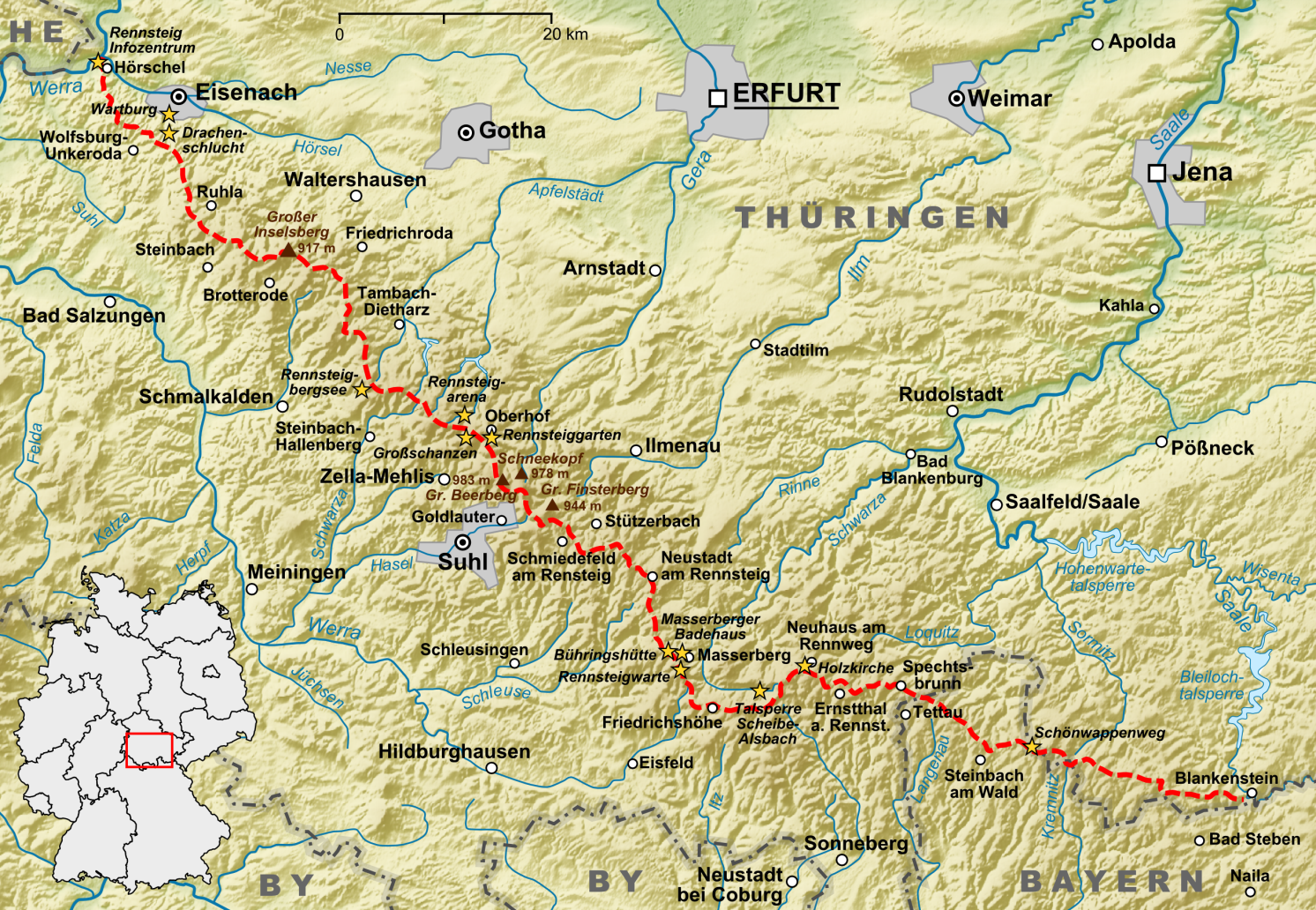
Карта пролегания Реннштайга

Лихтеталь-ам-Реннштейг (нем. Lichtetal am Rennsteig) — общинная ассоциация (нем. Verwaltungsgemeinschaft) в районе Заальфельд-Рудольштадт, в земле Тюрингия в Германии.
Администрация общинной ассоциации находится в Лихте, нынешним её председателем является Кристоф Тэйс (Christoph Theis).
В состав этой общинной ассоциации входят четыре общины.
| Община     | Лихте                   | Пизау                              | Райхмансдорф                    | Шмидефельд (Лихтеталь)       |
| Бургомистр | Удо Айхель (Udo Eichel) | Ангелика Вайгель (Angelika Weigel) | Фёдор Волфарт (Fedor Wohlfarth) | Ханно Ляйдель (Hanno Leidel) |
| Население  | 1634                    | 779                                | 817                             | 1056                         |

## История
Общинная ассоциация Лихтеталь-ам-Реннштейг была основана по плану административной реорганизации в результате воссоединения Германии. До 1990 года все четыре общины были независимы и имели собственные здания, администрации и бургомистров. В настоящее время должность бургомистра является почётной, с возмещением служебных расходов (нем. Aufwandentschädigung).
Название общинной ассоциации происходит от проходившего рядом старинного торгового пути Реннштайг, а также от названия долины у соседней реки Лихте.

## Галерея

### Гербы

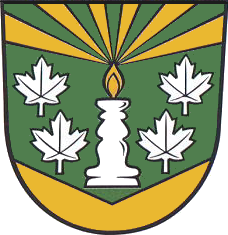
Лихтеталь-ам-Реннштайг
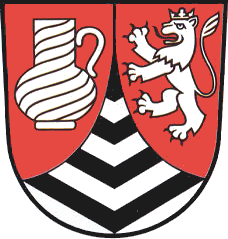
Пизау
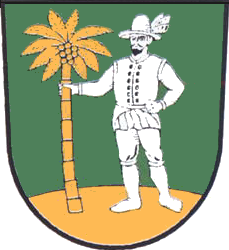
Райхмансдорф
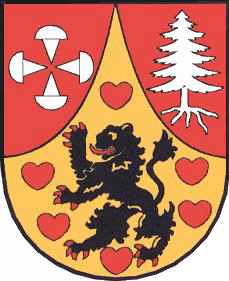
Шмидефельд

### Картины

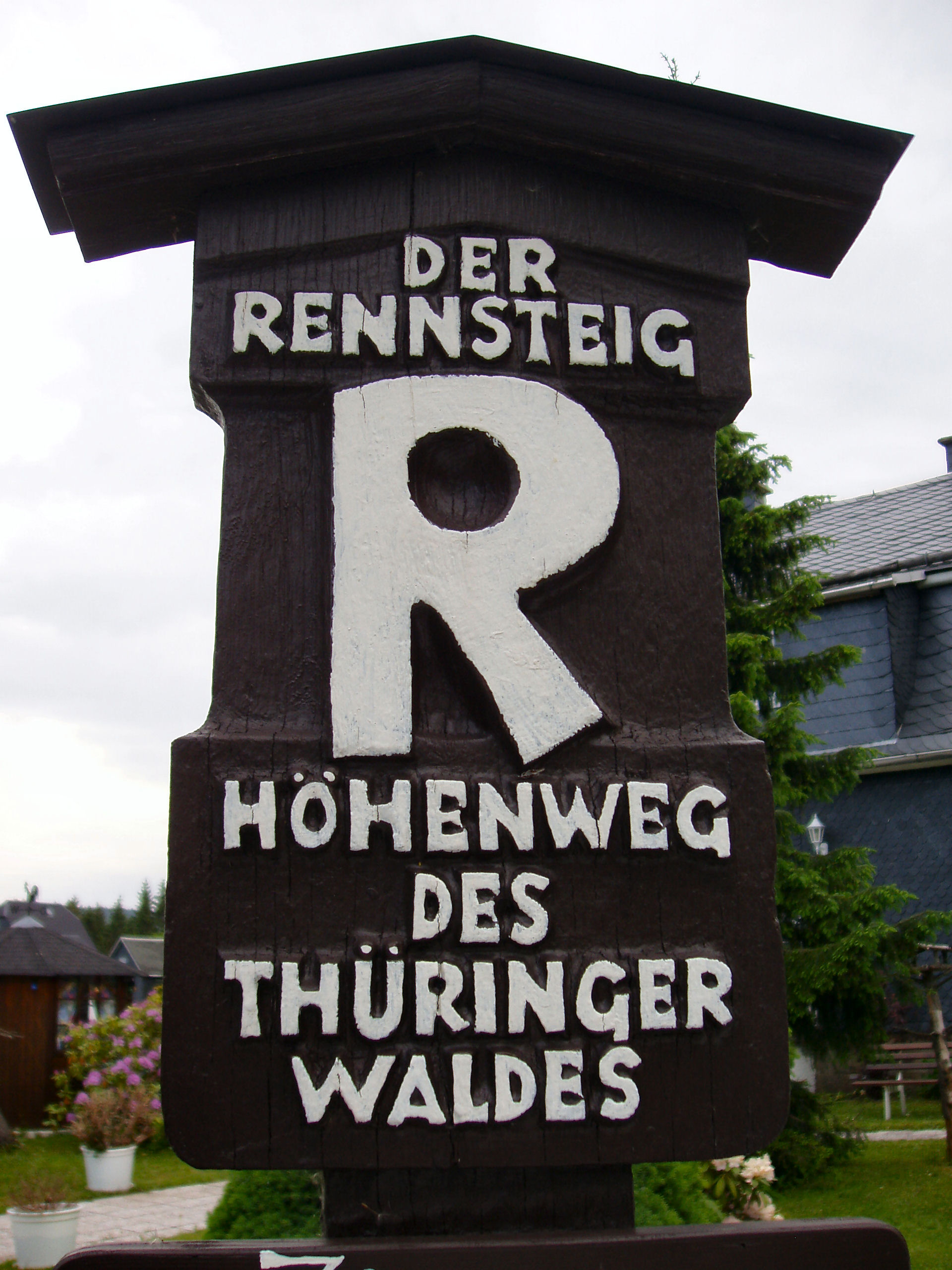
Дорожный знак на Реннштайге
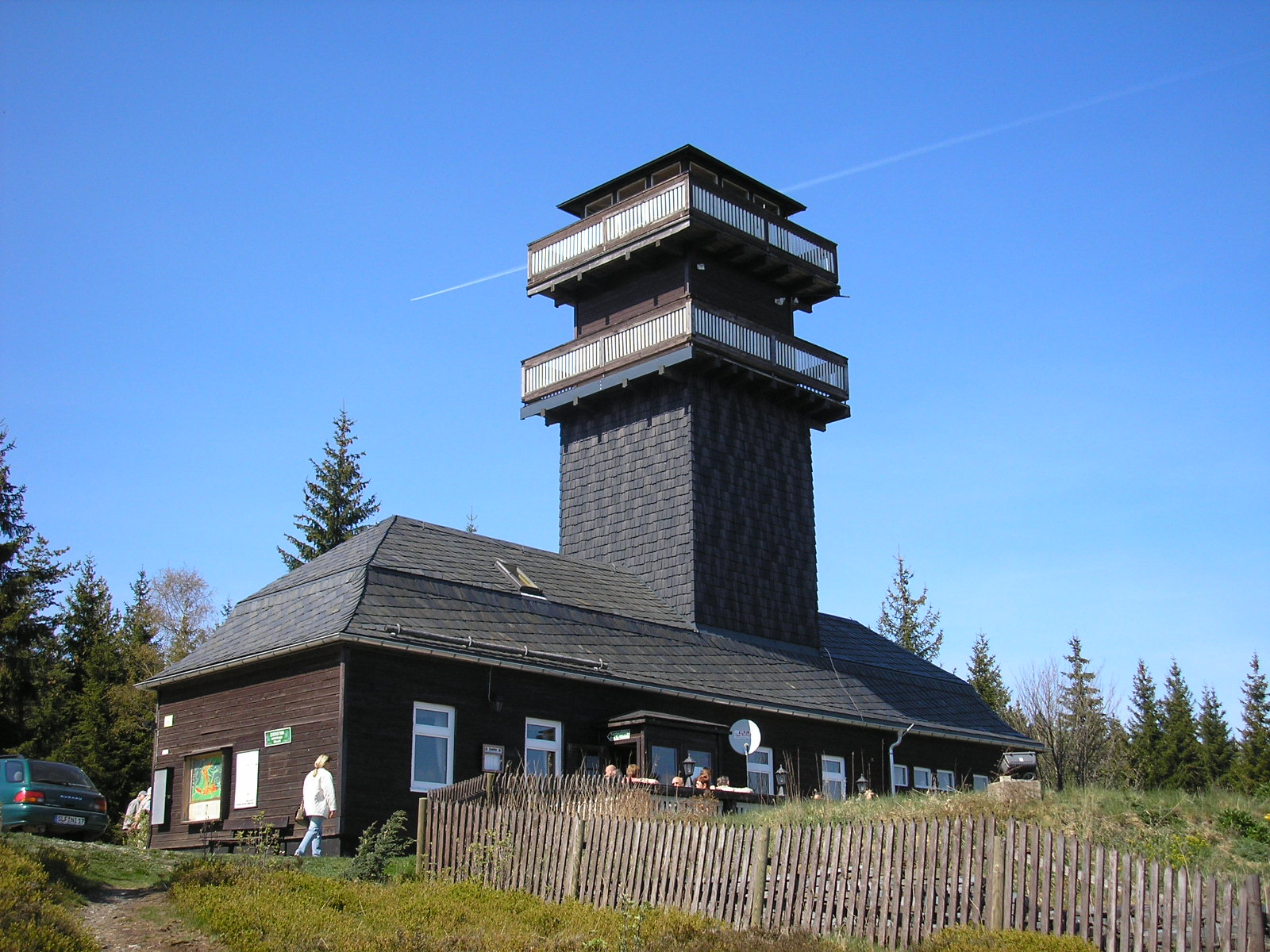
Наблюдательная вышка Лейпцигер турм, Шмидефельд